# 大冶市
大冶市位于中國湖北省东南部，长江中游南岸，现为縣級市，由黃石市代管。面积1566.3平方公里，常住总人口約88万人。
大冶市地处湖北“冶金走廊”腹地及武汉城市经济圈内，是武汉城市圈冶金建材走廊的重要支点，是全国闻名的青铜文化故里，矿藏荟萃之乡和保健酒基地。
大冶以鐵礦而著名。有“金汉口，银保安，破铜烂铁大冶县”的传言。其它矿藏有金、银、铜以及煤炭、石膏等非金属矿藏。
大冶被评为第五届全国文明城市。

## 语言
大冶方言屬赣语大通片，具有赣方言与西南官话交界处的特色。大冶居民多祖籍江西，从历史行政区划上看，大冶县也有曾有一段历史时期与阳新、通山同隶属江西行省，亦多有共同的赣语特征。大冶市方言内部复杂，粗分可划为城关、大箕铺、湖山、金牛、保安五个片。近年来大冶县城南部和西部附近的两个地质队有大批外地人涌入,他们的语音受到大冶方言的影响 [3]同时也影响大冶方言,从而形成一种带有较浓重的汉口话成分的被当地人称为“矿山话”的新派话。

## 历史

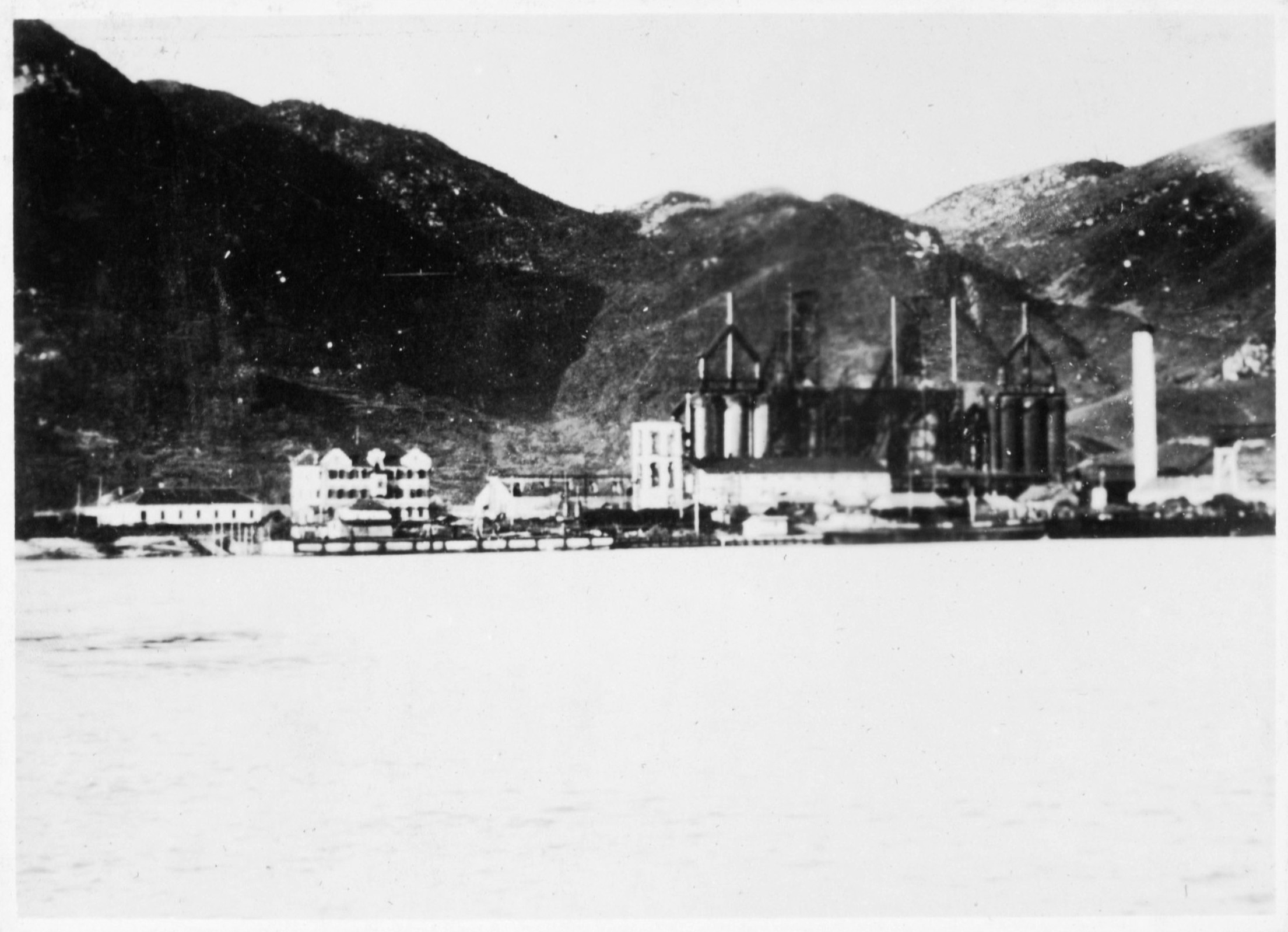
約1937年大冶鐵山，《亜細亜大観》圖集

唐天佑二年（公元905年），南吴析置青山场院（《湖广通志》作“寿山场院”），开始大规模采矿冶炼；这是大冶建制之始。
宋乾德五年（公元967年），南唐升青山场院建大冶县，取“大兴炉冶”之意。
宋、元、明时期，先后隶属兴国军、路、府、州，清属武昌府。
中华民国初属湖北省江汉道。
1949年5月15日后，大冶县隶属大冶专区。随后将县辖的黄石港、石灰窑2个镇和长乐、申五、下章、铁麓4个乡，从大冶划出，成立大冶工矿特区（1950年8月，大冶工矿特区改为黄石市）。
1952年6月，大冶县改属黄冈专区。
1959年1月，大冶县改由黄石市管辖，同年12月，撤销大冶县建制，并入黄石市。1962年6月，恢复大冶县建制，隶属黄石市。
1994年2月18日撤县设市（县级），即大冶市，由黄石市代管。
2006年，大冶黄金山工业新区成立。2006年6月20日，大冶市政府委托黄石经济技术开发区托管黄金山工业新区协定签字。
2008年3月17日，大冶市被列为国家首批资源枯竭型转型城市之一。
2012年12月10日，大冶市在第十二届全国县域经济基本竞争力百强县名单中一举冲进全国百强，成为湖北唯一的全国百强县市。
2013年12月23日，大冶市在中郡研究所正式发布第十三届全国县域经济与县域基本竞争力百强县名单中，大冶市继续以湖北省唯一上榜县，位列第四方阵“A-级国91—国100”，排列94位，较上一届前移3位。

## 人口
根据第七次全国人口普查结果，截至2020年11月1日零时，大冶市常住人口871214人。

## 地理
大冶位于湖北省东南部，毗邻长江。
地势南高北低，市区东部有大冶湖并通往长江，地跨东经114°31′—115°20′，北纬29°40′—30°15′。
属大陆性亚热带季风气候。

## 交通
大冶依托长江，背靠武汉，北连黄石、鄂州，南毗九江，西邻咸宁，东达安庆。距武汉仅70公里。
 武黄高速公路穿越市境北隅，距 沪蓉高速公路、 京珠高速公路入口只有20公里，正在建设中的 大广高速公路从市境西部穿越。
 106国道过境。
武九铁路、武黄城际铁路（武九客运专线）经过大冶，但客运列车一般都停靠在市区西北的黄石站（毗邻大冶市经济技术开发区）。
- 武九客运专线：大冶北站

距国家一类开放口岸黄石港水运码头20公里，可常年通航5000吨级远洋货轮、实现江海联运。
距武汉天河机场110公里。

## 行政区划
大冶市下辖5个街道办事处、10个镇、1个乡：
东岳路街道、东风路街道、金湖街道、罗家桥街道、金山街道、金牛镇、保安镇、灵乡镇、金山店镇、还地桥镇、殷祖镇、刘仁八镇、陈贵镇、大箕铺镇、汪仁镇、茗山乡、东风农场管理区和四顾闸管理处。

## 经济
大冶经济高度依赖矿产资源。明朝初年，在大冶境内设立官办铁冶所，洪武十八年（1385年）停办。
19世纪末，清朝湖广总督张之洞引进西方先进技术和设备，在大冶境内开办大冶铁矿和大冶钢厂。
1908年，汉阳铁厂，大冶铁矿和萍乡煤矿合并组成汉冶萍煤铁厂矿有限公司，改官督商办为完全商办公司，盛宣怀任总理。汉冶萍公司是中国最早的近代化钢铁联合企业，当时亚洲最大钢铁联合企业。
直到2008年，大冶工业经济总量的70％、税收的60％，来源于资源产业。

## 特色美食
- 铜绿山冰棒

- 铜山口牛肉粉

- 徐家垴土豆片

- 苕粉肉

## 特产
- 苕

## 文化教育
大冶境内名校有小学：大冶实验小学，大冶附属小学，大冶滨湖小学，尹家湖小学，大冶北门小学。中学有：大冶实验中学，尹家湖中学大冶外国语中学，大冶东岳中学。高中：大冶一中，大冶实验高中（大冶五中），大冶二中，大冶华中，大冶六中，大冶湖学校等全国知名学校。

## 风景名胜

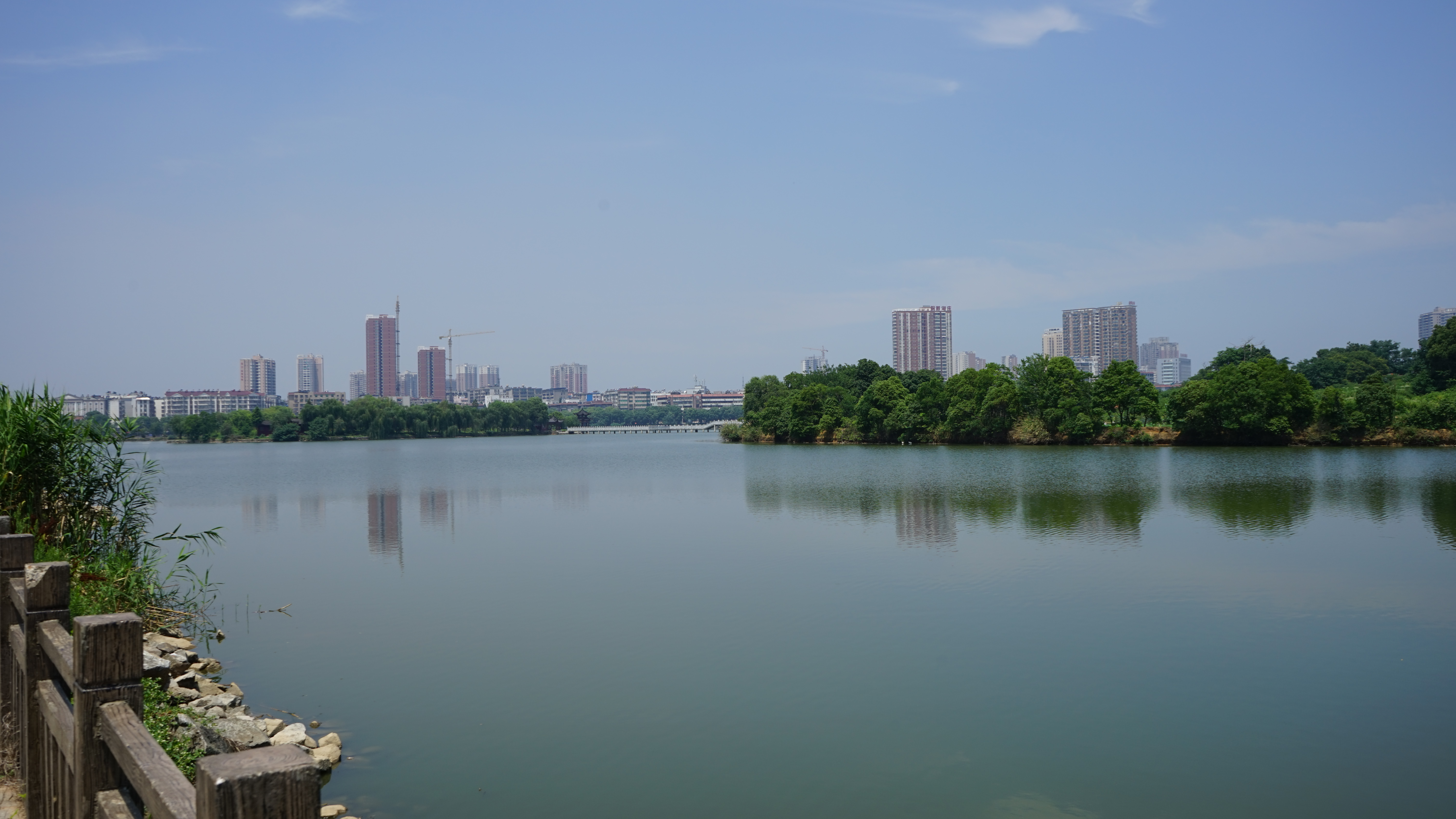
从青龙路看红星湖及青龙山公园

境内有青龙山风景区、小雷山风景区等多处3A级景点，旅游资源丰富。境内的铜绿山古铜矿遗址，被誉为“世界第九大奇迹”。